# Demosistō
 (juillet 2017).
Si vous disposez d'ouvrages ou d'articles de référence ou si vous connaissez des sites web de qualité traitant du thème abordé ici, merci de compléter l'article en donnant les références utiles à sa vérifiabilité et en les liant à la section « Notes et références ».
Demosistō (/ˌdɛməˈsɪstoʊ/ ; chinois traditionnel : 香港眾志 ; cantonais Jyutping : Hoeng1gong2 zung3zi3 ; cantonais Yale : Hēung góng jung ji) est une organisation politique pro-démocratie à Hong Kong, fondée le 10 avril 2016. L'organisation annonce sa dissolution le 30 juin 2020.
Initialement fondée comme parti politique, l'organisation est dirigée par les anciens leaders de Scholarism, Joshua Wong, Agnes Chow, et l'ancien secrétaire de Hong Kong Federation of Students (HKFS) Nathan Law. Les deux associations ont joué un rôle important au mouvement de parapluies en 2014.
Le parti préconise un référendum pour déterminer la souveraineté de Hong Kong après 2047, alors que le principe d'« un pays, deux systèmes » comme promis dans la Déclaration conjointe sino-britannique et la Loi fondamentale de Hong Kong devrait expirer. Il a remporté un siège lors des élections du Conseil législatif de 2016 avec son président Nathan Law à l'âge de 23 ans, devenant le plus jeune candidat jamais élu.

## Principes
L'organisation propose quatre missions majeures : l'auto-initiation, l’auto-portance, l'autonomie et l'autodétermination.
L'auto-initiation : Demosisto vise à être un parti basé sur le mouvement comme une extension de l'activisme social. Il propose d'établir un système de pétition qui offre un canal pour des discussions politiques directes entre les résidents et le parti dans une approche ascendante, et permet aux résidents de faire leurs propres propositions de changements sociaux.
L'auto-portance : Demosisto vise à façonner le caractère de Hong Kong et à respecter la multiplicité. Il propose de construire une analyse du présent de Hong Kong et une imagination de son avenir basée sur les expériences historiques de Hong Kong et de libérer la société civile de Hong Kong de la dictature, de la gouvernance impérialiste du Parti communiste chinois, sans tomber dans le piège émotionnellement attrayant du populisme qui se divise entre « nous » et « eux » en fonction de la nationalité. Il propose également que l'histoire locale soit évaluée équitablement et éduquée au public.
L'autonomie : Demosisto vise à défendre la multiplicité et la progressivité sociale, protéger les personnes vulnérables, y compris les minorités sexuelles et les jeunes dans la société; Et des politiques progressistes, afin d'inciter le gouvernement à s'engager à offrir une protection sociale à toutes les personnes qui en ont besoin. Il vise également à encourager les gens de Hong Kong à discuter et à s'entendre sur leurs arrangements sociaux, économiques et politiques après 2047, lorsque le principe d'« un pays, deux systèmes », promis dans la Déclaration conjointe sino-britannique et la Loi fondamentale de Hong Kong est supposé expirer.
L'autodétermination : Demosisto souligne le droit d'autodétermination du peuple de Hong Kong comme indiqué dans le Pacte international relatif aux droits civils et politiques. Il vise à lancer un projet décennal d'organisation d'une « Charte de Hong Kong », en remodelant une nouvelle constitution autonome et un ordre sociopolitique pour la ville. Il estime que Hong Kong doit commencer par la délibération et lutter pour leur droit sur la question de la souveraineté de la ville, la « deuxième question de Hong Kong », avant 2030.

## Contexte
Le nom est dérivé du mot « demos » en grec (« δημο », signifiant « peuple », donc le mot « démocratie ») et « sisto » du latin (qui signifie « se tenir debout », et a donné des mots tels que « insister », « persister » et « résister » sont dérivés). Cela signifie « défendre la démocratie », ou « défendre le peuple ». Le nom chinois 香港眾志 signifie « la volonté du peuple de Hong Kong».
L'idée de former un parti a été inspirée par le New Power Party de Taiwan qui a été formé par les dirigeants du Mouvement des tournesols et s'est bien déroulé lors des élections législatives taiwanaises de 2016. En février 2016, les personnages principaux du groupe de militants étudiants Scholarism - Joshua Wong, Oscar Lai et Agnes Chow - qui ont joué un rôle essentiel dans les manifestations de Hong Kong en 2014 ont annoncé leur plan de former un nouveau parti politique avec d'autres leaders du mouvement de parapluies, y compris Nathan Law, l'ancien secrétaire général de la Hong Kong Federation of Students (HKFS), pour se présenter aux élections du Conseil législatif en septembre. Scholarism a officiellement cessé de fonctionner le 20 mars 2016 car le groupe a refusé toute affiliation à aucun parti.

## Histoire
Le parti a été officiellement créé le 10 avril 2016 avec l'ancien secrétaire général de la HKFS Nathan Law en tant que président, l'ancien porte-parole de Scholarism Oscar Lai en tant que vice-président, l'ancien coordinateur Joshua Wong en tant que secrétaire général et l'ancien membre principal Agnes Chow Ting à titre de secrétaire adjoint. Les membres du parti fondateur comprenaient Shu Kei, doyen du cinéma et de la télévision de Hong Kong Academy of Performing Arts en tant que membre du comité exécutif du parti, enseignant Ng Mei-lan et Fermi Wong Wai-fun de Hong Kong Unison en tant que membres de l'équipe de l'est de Kowloon.
Le registre de société et la police ne lui ont pas encore permis de s'inscrire en tant que société, car le registre avait demandé à Demosisto d'expliquer si elle adhère à la loi fondamentale en encourageant l'autodétermination de Hong Kong alors que le parti tente de s'inscrire comme une entreprise. Le parti n'a donc pas été en mesure de créer son propre compte bancaire pour recueillir des fonds et a dû compter sur les comptes personnels des membres individuels. Joshua Wong a également accusé HSBC d'exercer une « censure politique » en rejetant sa demande d'ouvrir un compte d'épargne collectif pour gérer les affaires de son parti politique.
Le parti prévoyait d'abord le président du terrain Nathan Law à Hong Kong Island et le vice-président Oscar Lai à l'est de Kowloon. En juillet 2016, Oscar Lai a décidé de déposer sa candidature à l'est de Kowloon en raison du manque de financement. Les envois des brochures de campagne du président Nathan Law, qui courait à Hong Kong Island, ont également été retardés, car Hongkong Post devait demander des conseils juridiques au ministère de la Justice concernant les brochures de Law mentionnant des expressions telles que « l'autodétermination ». Law, à 23 ans, est finalement devenu le candidat le plus jeune jamais élu au Conseil législatif après avoir reçu 50 818 voix, le deuxième plus élevé parmi tous les candidats dans la circonscription électorale. Les alliés électoraux de Demosisto, l'écologiste Eddie Chu, professeur d’université Lau Siu-lai, qui soutiennent également le principe de « l'autodétermination », ont également gagné des sièges dans l’ouest des Nouveaux Territoires et l'est de Kowloon.
Au Conseil législatif, Demosisto et ses alliés ont rejoint le caucus pro-démocratique de 27 personnes. Lors de l'élection du chef de l'exécutif de 2017, le parti et d'autres démocrates radicaux ont soutenu le législateur de la Ligue des sociaux-démocrates, Leung Kwok-hung, qui s'est battu contre les deux anciens responsables gouvernementaux, Carrie Lam et John Tsang, qui ont été soutenus par les pan-démocrates. Leung a ensuite abandonné après avoir omis de saisir suffisamment de signatures dans une pétition civile non officielle.
En juillet 2017, Nathan Law a été destitué du Conseil législatif sur leurs manières lors de la cérémonie de serment à la réunion inaugurale avec trois autres législateurs pro-démocratie, Leung Kwok-Hung, Lau Siu-lai et Yiu Chung-yim, perdant sa seule représentation élue.
Après que le NPCSC adopte la loi sur la sécurité nationale à l'unanimité le 30 juin 2020, le parti annonce sa dissolution.